# Cypraea pantherina
Espèce
Cypraea pantherina est une espèce de gastéropode marin du genre Cypraea, soit les  « porcelaines ».

## Répartition
- Répartition : mer Rouge et golfe d'Aden.

## Philatélie
Ce coquillage figure sur une émission du Territoire français des Afars et des Issas de 1972 (valeur faciale : 9 F).